# Петри, Элио
Э́лио Пе́три (итал. Elio Petri), настоящее имя Эра́клио Пе́три (итал. Eraclio Petri; 29 января 1929[…], Рим — 10 ноября 1982[…], Рим) — итальянский режиссёр театра и кино, сценарист и кинокритик.

## Биография
Родился в Риме 29 января 1929 года. С 1951 года работал помощником режиссёра у Джузеппе де Сантиса. Дебютировал как режиссёр-постановщик фильмом «Убийца» (1961). Первые фильмы — на социальные темы. Фильм «Каждому своё» (1967) о сицилийской мафии стал началом нового этапа в творчестве Петри, он начал снимать кино на политические темы: «Следствие по делу гражданина вне всяких подозрений» (1969), «Рабочий класс идёт в рай» (1972), «Собственность больше не кража» (1973), «Тодо модо» (1976).
До 1957 года состоял в Коммунистической партии Италии.
Умер 10 ноября 1982 года от онкологического заболевания.

## Семья
Отец — Mario Petri
Мать — Anna Papitto
Супруга (1962—1982) — Paola Pegoraro Petri, помощник режиссера

## Фильмография

### Режиссёр
- 1953 — Рождается чемпион / Nasce un campione (документальный, короткометражный)
- 1958 — Семеро крестьян / I sette contadini (документальный, короткометражный)
- 1961 — Убийца / L’assassino
- 1963 — Учитель из Виджевано / Il maestro di Vigevano
- 1963 — Дни сочтены / I giorni contati
- 1964 — Высшая неверность / Alta infedeltà
- 1965 — Десятая жертва / La decima vittima
- 1967 — Каждому своё / A ciascuno il suo
- 1969 — Тихое местечко за городом / Un tranquillo posto di campagna
- 1970 — Следствие по делу гражданина вне всяких подозрений / Indagine su un cittadino al di sopra di ogni sospetto
- 1971 — Рабочий класс идет в рай / La classe operaia va in paradiso
- 1973 — Собственность уже больше не кража / La proprietà non è più un furto
- 1976 — Тодо модо / Todo modo
- 1978 — Грязные руки / Le mani sporche
- 1979 — Хорошие новости / Вuone notizie

## Награды
- 1963 — Главный приз на кинофестивале в Мар-дель-Плата за фильм «Дни сочтены»
- 1967 — Приз за сценарий к фильму «Каждому своё» на кинофестивале в Канне.
- 1968 — Премия «Серебряная лента» за лучшую режиссуру за фильм «Каждому своё»
- 1970 — Большой специальный приз жюри и премия ФИПРЕССИ на фестивале в Канне за фильм «Следствие по делу гражданина вне всяких подозрений»
- 1971 — Премия Оскар в номинации лучший фильм на иностранном языке за фильм «Следствие по делу гражданина вне всяких подозрений»
- 1972 — Гран-при (главный приз) кинофестиваля в Канне за фильм «Рабочий класс идёт в рай».
- 1972 — номинация на премию Оскар за сценарий фильма «Следствие по делу гражданина вне всяких подозрений»